# Madie Beatrice Hall Xuma
Madie Beatrice Hall Xuma [ˈkǁuma] (* 3. Juni 1894 in Winston-Salem, USA; † 10. September 1982 in Winston-Salem) war eine US-amerikanische Pädagogin, die in Südafrika für Frauenrechte kämpfte und als Mitglied im African National Congress dessen Frauenorganisation mit gründete.
Ihre Kindheit verlebte sie mit drei weiteren Geschwistern in North Carolina. Ihr Vater, H. H. Hall, war der erste schwarze Arzt und der Gründer des ersten „schwarzen“ Krankenhauses in ihrer Geburtsstadt. Die Mutter, Ginny Cowan Hall, war als Immobilienmanagerin tätig. Nach den ersten Studienjahren erwarb sie einen Master in Pädagogik an der Columbia University und studierte Sozialarbeit an der Atlanta University.
Während ihrer Studienzeit an der Shaw University in Raleigh engagierte sie sich in der Arbeit der Young Women’s Christian Association (YWMC), war als Mitarbeiterin dieser Organisation in Lynchburg VA tätig und kehrte danach in ihren Geburtsort Winston-Salem zurück, um sich dort für Anliegen schwarzer Mädchen und Frauen einzusetzen. Später, in Johannesburg, gründete sie ähnliche Aktionsgruppen zur Selbsthilfe für schwarze Mädchen und Frauen und nannte sie Zenzele YWMC. Von Südafrika aus wirkte sie für acht Jahre in den obersten Vorstandsgremien des YWMC mit.
Als sie Alfred Bitini Xuma 1940 in Kapstadt heiratete, wurde Südafrika ihr Lebensmittelpunkt. Ihr Mann war zwischen 1940 und 1949 Präsident des African National Congress. Im Jahr 1943 formierte sich im African National Congress eine Frauensektion. Im Zuge dieser Entwicklung wurde Madie Hall Xuma die erste gewählte Präsidentin der African National Congress Women’s League (ANCWL). Diese Funktion bekleidete sie bis 1948.
Nachdem ihr Ehemann 1962 in Soweto gestorben war, wanderte Madie Beatrice Hall Xuma wieder in die Vereinigten Staaten aus.